# 化工原料
化工原料是应用于化学工业中的原料，用来生产化工产品。
化工原料根据物质来源可分为：
- 无机原料，主要有酸、碱、盐和氧化物；
- 有机原料，主要是各种烃类，如脂肪烃、脂环烃和芳香烃等。

根据生产过程来分，可分为：
- 起始原料，是化工生产时第一步需要的原料，如空气、水、化石燃料（即煤、石油、天然气等）、海盐、各种矿物、农业产品（如含淀粉的粮食或野生植物、含纤维素的木材、竹、芦苇、秸杆等）。
- 基本原料，是经加工起始原料得到的，如电石以及上面所列的各种有机无机原料。
- 中间原料，也叫中间体，一般指复杂的有机化工生产中，用基本原料生产出的产品，但还不是最终应用的产品，还需要进一步加工。例如生产染料、塑料和药品的各种有机化合物：甲醇、丙酮、氯乙烯等。